# Harjit Sajjan

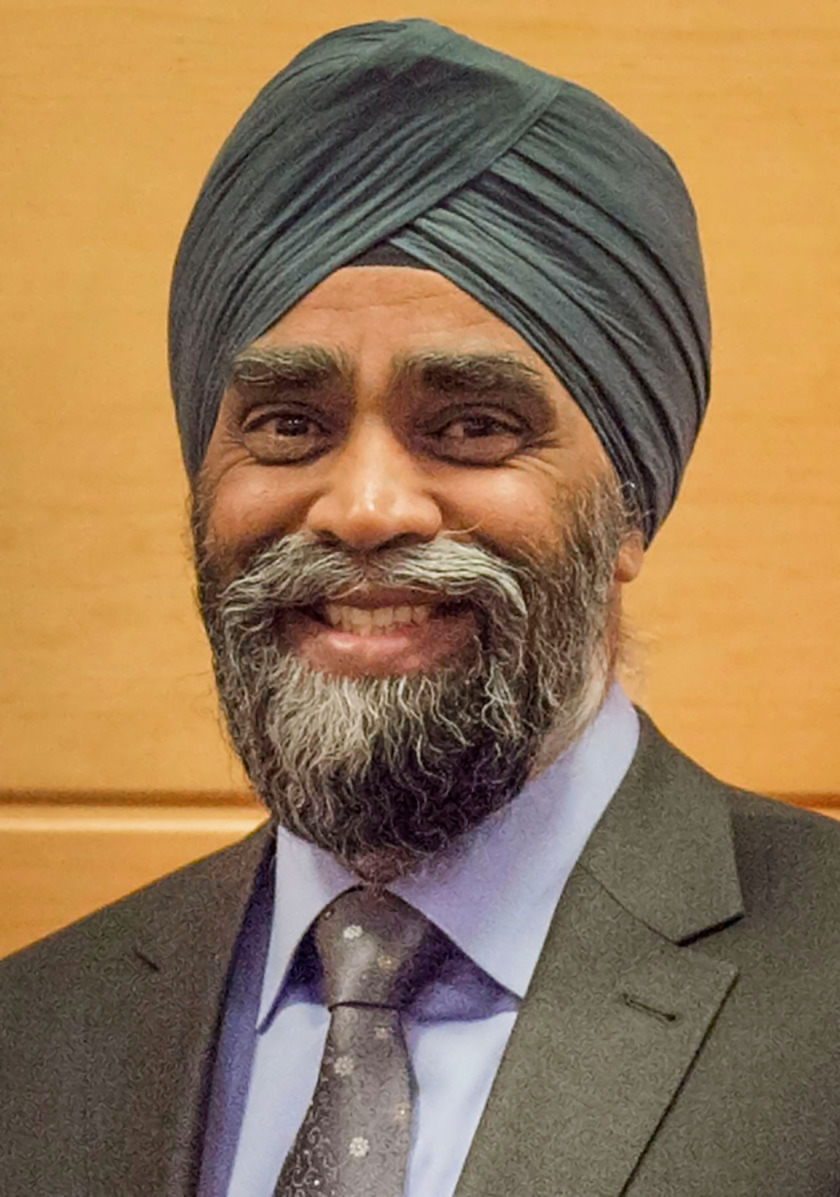
Harjit Sajjan 2016

Harjit Singh Sajjan (* 6. September 1970 im Distrikt Hoshiarpur, Punjab, Indien) ist ein kanadischer Politiker der Liberalen Partei Kanadas. Seit dem 26. Juli 2023 ist er im 29. Kanadischem Kabinett von Justin Trudeau, in dem er vorher bereits andere Aufgaben hatte, „Minister Of Emergency Preparedness“ sowie „President Of The King's Privy Council“. Im Parlament von Kanada vertritt er seit der Kanadischen Unterhauswahl 2015 den Wahlkreis Vancouver South. Mit seiner Wahl zum Abgeordneten löste er die konservative Wai Young ab.
Vor seiner Karriere als Politiker war Sajjan Kriminalbeamter des Vancouver Police Department und Regimentskommandeur in den Kanadischen Streitkräften, wo er für seinen Dienst in Afghanistan ausgezeichnet wurde. Sajjan ist der erste Sikh, der ein kanadisches Armee-Regiment kommandierte.

## Leben
Harjit Singh Sajjan wurde in einem Dorf im Hoshiarpur-Distrikt in Punjab (Indien) geboren. Seine Familie wanderte in Sajjans fünften Lebensjahr nach Kanada aus. Seine Jugend verbrachte er in Vancouver, British Columbia.
Im Vancouver Police Department arbeitete Sajjan für elf Jahre. Zum Ende seiner dortigen Karriere war er Kriminalbeamter in einer Abteilung zur Bekämpfung von Bandenkriminalität.
1989 trat Sajjan der Kanadischen Armee bei und diente zuletzt als Lieutenant Colonel in den Kanadischen Streitkräften. Er diente dort im 1. Bataillon des Royal Canadian Regiment, mit dem er unter anderem in Kandahar war. Viermal war er bei Auslandseinsätzen dabei, einmal in Bosnien und Herzegowina und dreimal in Afghanistan. 2011 wurde er zum ersten Sikh, der ein Regiment der Kanadischen Armee befehligte. Unter anderem war er bei seinem Einsatz in Bosnien und Herzegowina (Sarajevo) Kommandeur der UNPROFOR und außerdem Kommandeur der dabei beteiligten kanadischen Militärpolizei (CFMP). 2012 wurde ihm die Meritorious Service Medal für seinen Beitrag zur Verringerung des Einflusses der Taliban in Kandahar verliehen. Aus diesem Grund wurde ihm auch die Kanadische Friedenssicherungsmedaille verliehen. Als Aide-de-camp diente er dem Vizegouverneur von British Columbia. Seine Fähigkeiten waren auch im US-Militär in Afghanistan gefragt. 2010 diente er dem Generalmajor James L. Terry als Sonderassistent.
Sajjan wurde in der Unterhauswahl 2015 zum Vertreter des Wahlkreises Vancouver South gewählt.
Seit seiner Wahl ins Unterhaus im Jahr 2015 gehört Sajjan dem 29. Kanadischem Kabinett von Justin Trudeau an. Bevor er 2023 zum „Präsidenten des Kanadischen Kronrates“ sowie „Minister Of Emergency Preparedness“ ernannt wurde, war er von 2021 bis 2023 Minister of International Development. Davor war er von 2015 bis 2021 als Verteidigungsminister für das Kanadische Verteidigungsministerium verantwortlich.
Sajjan ist mit der Ärztin Kuljit Kaur Sajjan verheiratet, das Paar hat eine Tochter und einen Sohn.